# صداع النوم
الصداع النومي Hypnic headaches هو صداع أولي يصيب كبار السن، مع متوسط عمر البدء الذي يكون حوالي 63 ± 11 عاما. فهي معتدلة، الخفقان، والصداعات الثنائية أو الأحادية التي تيقظ المتألم من النوم مرة واحدة أو عدة مرات في الليل. وعادة ما تبدأ بعد ساعات قليلة من بدء النوم ويمكن أن تستمر 15-180 دقيقة. ولا يوجد عادة أي غثيان، خوف من الضياء، رهاب الصوت أو الأعراض اللاإرادية المرتبطة بالصداع. وتحدث عادة في نفس الوقت كل ليلة من المحتمل ربط الصداع مع الإيقاع اليومي، ولكن دراسة النوم قد كشفت مؤخرا أن ظهور الصداع النومي قد تترافق مع النوم REM.

## العلاج
ليثيوم كربونات 200-600 & nbsp؛ ملجم في وقت النوم هو علاج فعال لمعظم المرضى ولكن بالنسبة لأولئك الذين لا يستطيعون تحمل الليثيوم الفيراباميل، اندوميثاسين